# Pas cobert del carrer de l'Església (Montornès de Segarra)
El Pas cobert del carrer de l'Església és una obra de Montornès de Segarra (Segarra) inclosa a l'Inventari del Patrimoni Arquitectònic de Catalunya.

## Descripció
Es tracta, en realitat d'un pas cobert delimitat per dos portals que segueix una tipologia bastant comuna en aquest tipus de construccions defensives aprofitant els baixos de les cases. El primer portal exterior del pas, presenta una estructura modificada i restaurada. El pas cobert està realitzat mitjançant un entramat de fusta. El portal interior del pas presenta una estructura d'arc de mig punt adovellada, i recorda més a la seva estructura primitiva respecte al portal exterior del mateix.